# Романова, Николетта
Николетта Консоло Романова (итал. Nicoletta Consolo Romanoff, род. 14 мая 1979, Рим, Италия) — итальянская актриса кино, театра и телевидения, фотомодель, светская львица.

## Биография
Николетта родилась 14 мая 1979 года. Её отец — итальянский политик Джузеппе Консоло, её мать — Наталья Николаевна Романова. У неё был родной старший брат Энцо Консоло (род. 1 января 1976 год), который покончил жизнь самоубийством в 1997 году.
По маме Николетта — потомок российского императора Николая I.
Её дед Николай Романович Романов праправнук по мужской линии Николая I.
Для своей актёрской карьеры взяла псевдоним «Романова». Успех к ней пришёл после выхода фильма «Помни обо мне» в 2003 году.
В 2014 году была ведущей на Римском кинофестивале. Знает русский язык.
В 2016 году Николетта совместно с ювелирным домом Damiani представили свою коллекцию ювелирных украшений.

## Фильмография

### Фильмы
| Год  | Название на русском | Название на английском                | Роль      | Примечания             |
| ---- | ------------------- | ------------------------------------- | --------- | ---------------------- |
| 2003 | Помни обо мне       | Ricordati di me                       | Валентина |                        |
| 2007 | Кардиофитнес        | Cardiofitness                         | Стефания  |                        |
| 2008 | 15 секунд           | 15 seconds                            |           | Короткометражный фильм |
| 2010 | Тогда в жизни       | Dalla vita in poi                     | Розальба  |                        |
| 2011 |                     | OstHELLO — Per entrare basta un sogno |           | Короткометражный фильм |
| 2012 | Стоя в раю          | Posti in pierdi in paradiso           | Лоренца   |                        |
| 2015 |                     | Cruched lives — il sesso dopo i figli | Дафна     |                        |

### Телевидение
| Год  | Название на русском | Название на английском    | Роль            | Примечания |
| ---- | ------------------- | ------------------------- | --------------- | ---------- |
| 2005 | Весна возвращается  | Un anno a primavera       | Анджела         |            |
| 2007 | Пират Марко Пантани | II Pirata — Marco Pantani | Кристина        |            |
| 2012 | Анита Гарибальди    | Anita Garibaldi           | Маргерита Фурел |            |

## Награды и номинации
| Награды и номинации                            | Награды и номинации | Награды и номинации                                         | Награды и номинации        | Награды и номинации |
| Награда                                        | Год                 | Категория                                                   | Фильм                      | Итог                |
| ---------------------------------------------- | ------------------- | ----------------------------------------------------------- | -------------------------- | ------------------- |
| David di Donatello Awards                      | 2003                | Best supporting Actress (Migliore Attrice non Protagonista) | Помни обо мне              | Номинация           |
| Italian National Syndicate of Film Journalists | 2003                |                                                             | Помни обо мне              | Награда             |
| Kineo Awards                                   | 2012                | Best supporting Actress (Migliore Attrice non Protagonista) | Posti in piedi in paradiso | Номинация           |

## Личная жизнь
В 1999 году вышла замуж за продюсера Федерико Скардамалья (сын Франческо Скардамалья и внук Элио Скардамалья). Развелись в 2004 году. У них двое детей:
- сын Франческо Скардамалья (род. 30 июля 1999 года)
- сын Габриэль Скардамалья (род. 21 ноября 2000 года)

Встречалась с итальянским актёром Джорджо Пазотти, у них есть ребёнок:
- дочь Мария (род. 19 января 2010 года)